# Chorebus stenocera
Chorebus stenocera är en stekelart som först beskrevs av Thomson 1895.  Chorebus stenocera ingår i släktet Chorebus, och familjen bracksteklar. Arten är reproducerande i Sverige.